# Space Quest
Space Quest je série šesti počítačových her vytvořených a vydaných v letech 1986–1995 americkou společností Sierra On-Line (s výjimkou pátého dílu, který stvořila vývojářská firma Dynamix tou dobou pod křídly Sierry). Jedná se o sci-fi adventury s prvky humoru a parodie původně vytvořené programátorskou dvojicí Scott Murphy a Mark Crowe, která si říkala „dva chlápci z Andromedy“.
První tři díly využívají při interakci s hráčem textové rozhraní, od čtvrtého dílu výše se ovládání změnilo na point-and-click charakteristické v žánru adventur. V celé sérii lze narazit na parodie zejména filmových děl Star Wars a Star Trek, ale i pop-kulturních fenoménů jako např. McDonald's. Humor je často založen na slovních hříčkách, vtipných odpovědích a zábavných situacích nezřídka i v momentech úmrtí hlavního hrdiny.
Jednotlivé hry předkládají dobrodružství vesmírného uklízeče a smolaře jménem Roger Wilco z planety Xenon křižujícího galaxií za „pravdu, spravedlnost a opravdu čisté podlahy“. Jméno Roger Wilco vychází z radiokomunikační fráze „Roger, will comply“, v překladu „Rozumím, provedu“.

## Vznik

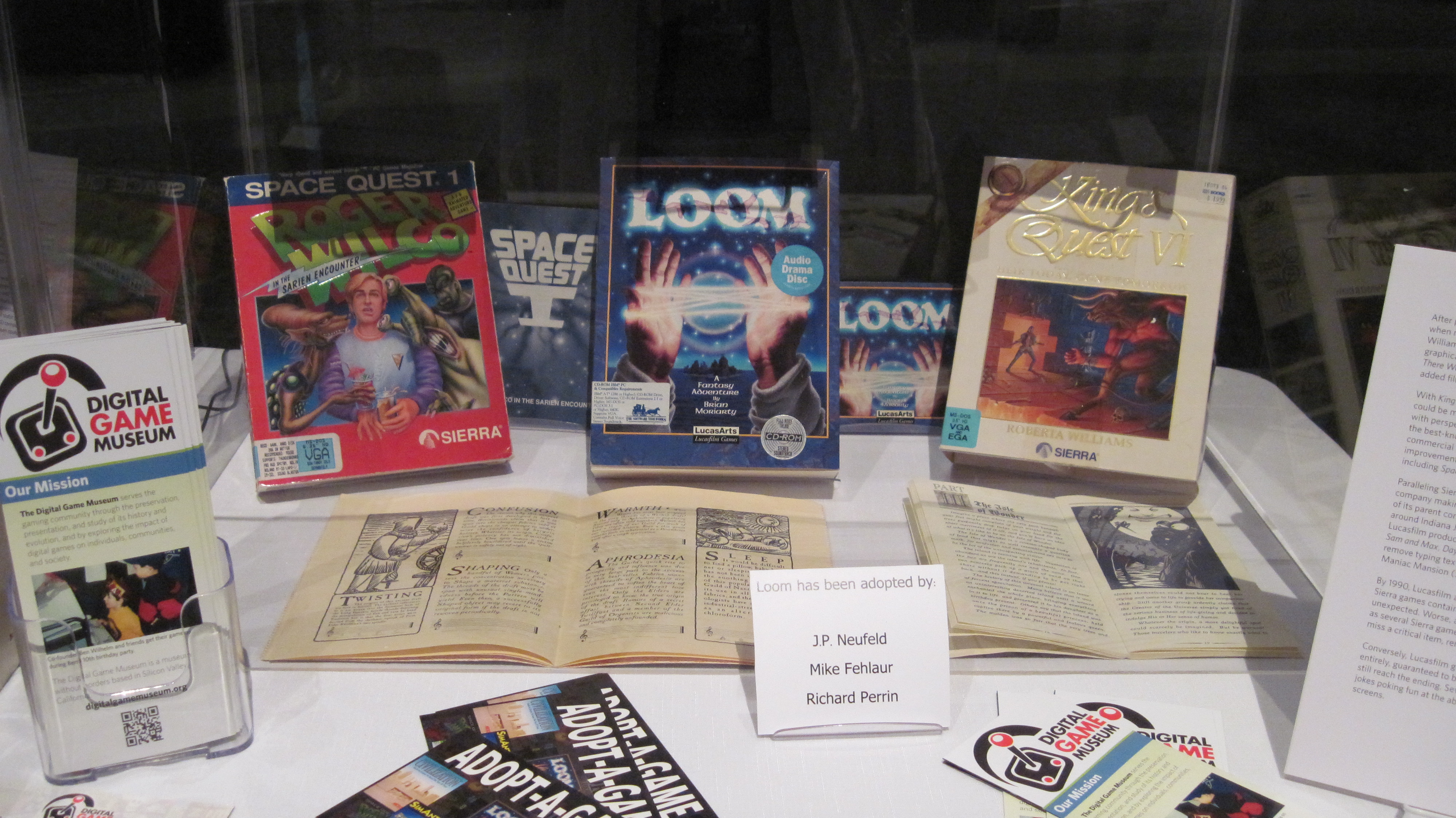
Space Quest I (v červené krabici) vedle her Loom a King's Quest VI

V roce 1985 přišli Scott Murphy a Mark Crowe, kteří předtím společně pracovali pro Sierru (tou dobou ještě relativně malou vývojařskou firmu zaměřenou na adventury) na hře The Black Cauldron, za prezidentem Sierry Kenem Williamsem s myšlenkou vytvořit zábavnou sci-fi adventuru, kde by se v hlavní roli představil kosmický uklízeč. Takový hrdina byl již k vidění ve sci-fi adventuře z roku 1983 Planetfall od Infocomu.

Murphy vzpomínal, že „v Sierra On-Line tehdy vládla slabost pro vážné hry se středověkým motivem. Chtěl jsem udělat hru, která bude zábavnější. Dokonce se nám s Markem líbila myšlenka ‚zábavné smrti‘, chci říct, že když hráčova postava zemře nebo selže, měl by se hráč u toho alespoň zasmát. Přiznejme si, většina adventur přináší hráčům i značnou dávku frustrace. Cítili jsme, že když uděláme neúspěch zábavným, můžeme získat hráče, kteří se vracejí a hledají nové způsoby, jak zemřít, jen aby viděli, co se stane.“

Mark Crowe podotkl: „Chtěli jsme pro každého hráče udělat dvě věci. Za prvé, chtěli jsme, aby se cítil jako ve filmu, kde hraje hlavní roli a líbí se mu prostředí. A za druhé bylo naším cílem, aby se hráč vžil do role počítačového hrdiny na obrazovce.“

Ken Williams byl zpočátku skeptický, nebyl si jist úspěchem takové hry. Scott s Markem tedy vytvořili krátkou demoverzi obsahující první čtyři místnosti. Mark udělal grafiku a Scott zbytek. Williams vývoj hry schválil (mimochodem v plné hře lze zadat v úvodní místnosti příkaz KEN).
Space Quest I a Space Quest II byly naprogramovány v herním enginu Sierry Adventure Game Interpreter (AGI). Space Quest III byl vytvořen v modernějším enginu Sierra Creative Interpreter (SCI) a je posledním dílem s textovým rozhraním (parserem) a EGA grafikou. Space Quest IV již byl ve VGA grafice a s point-and-click interakcí.

## Vydané hry

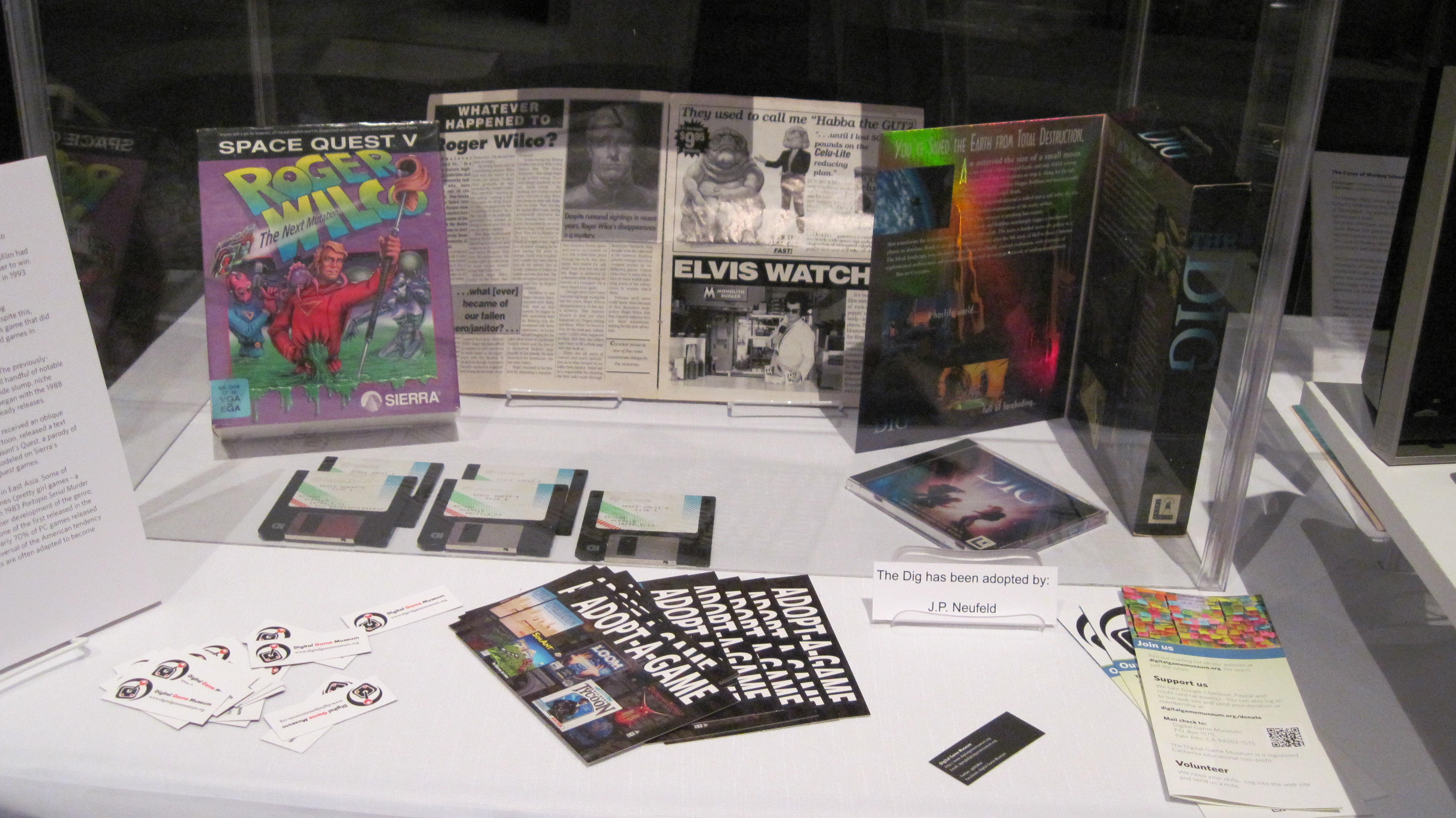
Space Quest V (ve fialové krabici) vedle hry The Dig

- Space Quest I (1986) – celým názvem Space Quest: Chapter I – The Sarien Encounter
- Space Quest II (1987) – celým názvem Space Quest II: Chapter II – Vohaul's Revenge
- Space Quest III (1989)[6] – celým názvem Space Quest III: The Pirates of Pestulon
- Space Quest IV (1991) – celým názvem Space Quest IV: Roger Wilco and the Time Rippers
- Space Quest V (1993) – celým názvem Space Quest V: Roger Wilco – The Next Mutation
- Space Quest 6 (1995) – celým názvem Space Quest 6: Roger Wilco in the Spinal Frontier

## Zrušené hry
Space Quest VII: Return to Roman Numerals
Sierra uvažovala o vydání sedmého dílu s pracovním názvem Space Quest VII: Return to Roman Numerals (návrat k římským číslicím), neboť šestý díl se jmenoval Space Quest 6 a nikoli Space Quest VI.

Vývoj sedmičky probíhal v roce 1996. V roce 1997 Sierra vydala kompletní edici Space Quest: Collection Series složenou z her SQ1 až 6 a obsahující i krátký trailer k Space Quest VII. Je v něm Roger Wilco, který si připevnil na záda obrovskou raketu a použil ji k pohonu vpřed na kolečkových bruslích ve stylu kojota Vildy. Jeho úlohou bylo najít a zachránit Beatrici Wankmeisterovou. O příběhové linii, rozhraní apod. bylo známo jen málo, ačkoli se spekulovalo, že hra zavede multiplayer. Scott Murphy během vývoje řekl, že SQ7 bude obsahovat nějaké 3D prvky, ale nebude vyžadovat použití 3D grafických akcelerátorů. Kvůli špatným prodejům hry Grim Fandango od LucasArts existoval názor, že humorné adventury již nejsou životaschopné, takže když Vivendi Games převzali Sierru, Space Quest VII byl zrušen.
Space Quest
Další pokus o pokračování série zahájila firma Escape Factory pro videoherní konzoli Microsoft Xbox, jmenoval se jednoduše Space Quest. Úmysl byl oznámen 7. února 2002. Web FYI.com tvrdil, že tento „osekaný“ SQ7 by nebyl adventurou a byl by vydán pouze pro herní konzole jako je Xbox. To poté potvrdil produktový manažer Vivendi Games Bruce Goodwill. Kolem roku 2003 byl vývoj zrušen.

## Neoficiální pokračování
Díky velké popularitě série vyšlo i několik fanouškovských dílů:
- Space Quest -1: Decisions of the Elders – alternativně Space Quest Minus 1: Decisions of the Elders, hlavním hrdinou je Jerry Wilco, Rogerův otec[9]
- Space Quest 0 (2003) – celým názvem Space Quest: Chapter 0 – Replicated, prequel SQ1, má stejné textové rozhraní jako SQ1, SQ2 a SQ3
- Space Quest: A Son of Xenon (2022) – další prequel SQ1, vydavatel Two Guys Far from Sirius[10]
- Space Quest 2 Remake: Vohaul's Revenge – remake SQ2, vytvořeno skupinou Infamous Adventures[11]
- Space Quest: The Lost Chapter (2001) – vydavatel Vonster Vision, příběh se odehrává v čase mezi SQ2 a SQ3[12]
- Space Quest IV.5: Roger Wilco And The Voyage Home – příběh se odehrává v čase mezi SQ4 a SQ5
- Space Quest: Vohaul Strikes Back (2011) – vydavatel Team VSB[13][11], příběh se odehrává v čase po SQ6
- Space Quest: Incinerations[11]

## Fiktivní pokračování
Tématem hry Space Quest IV je cestování v čase. Roger cestuje do minulosti i budoucnosti. Některé úseky této hry se odehrávají v časových rámcích následujících „pokračování“:
- Space Quest X: Latex Babes of Estros – hlavní hrdina zde měl pletky s jistou Zondrou, které náhle ukončil. Tento úsek zahrnuje planetu Estros a nákupní centrum Galaxy Galleria na vesmírné stanici.
- Space Quest XII: Vohaul's Revenge II[14] – v tomto úseku bylo Vohaulovo vědomí nahráno do superpočítače planety Xenon a infikovalo ho jako virus. Vohaul ovládne planetu a posílá své přisluhovače zpět v čase, aby zabili Rogera Wilca.

Tyto díly nebyly ve skutečnosti nikdy vytvořeny a existují pouze v rámci děje Space Quest IV. Scott Murphy prohlásil, že měl v úmyslu tyto tituly použít, pokud by to série dotáhla tak daleko a děj to stále umožňoval.